# 糞菌

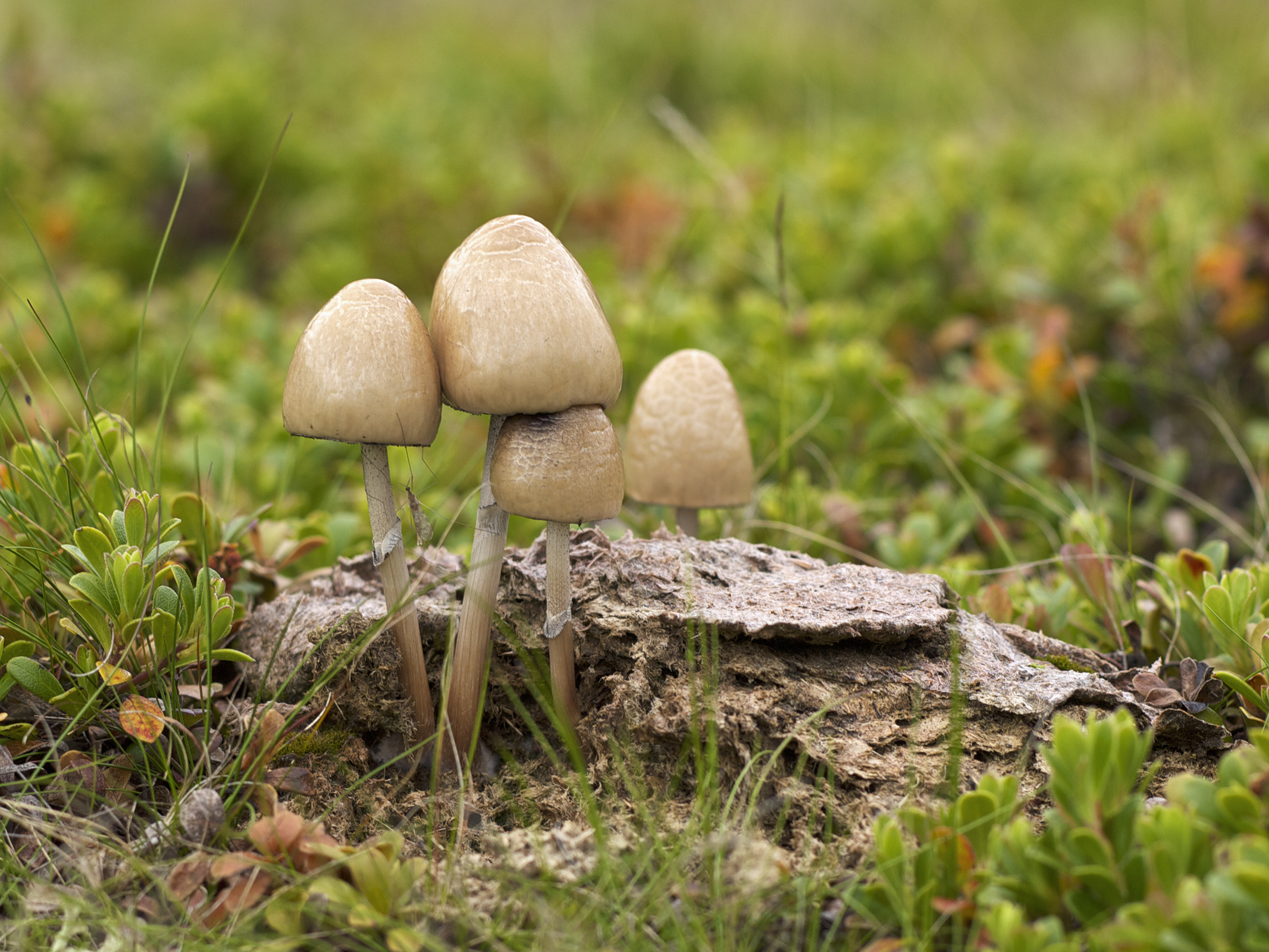
粪生真菌Panaeolus semiovatus var. semiovatus生长于动物粪便。

糞生菌 (Coprophilous fungi)(粪生真菌，糞菌) 是一種腐生营养类型的真菌，喜歡生長在动物糞便上。然后，在释放孢子到周围区域之前，真菌在粪便上蓬勃发展。

## 生命周期
粪菌释放其孢子于周围的植被，然后由食草动物吃掉。然后，当植物被消化时，孢子被保留在动物体内，穿过动物的肠道和最终被排便。然后，菌类的子实体从动物粪便生长。
有些用糞便作食物的動物會吃掉它們。真菌參與生物糞便的分解過程，所以糞便在分解後會消失，糞便自然消失後又被動物吃掉粪生真菌，之後動物又排出有粪生真菌的糞便，成為一個循環。
有時候在糞便中可被發現，然而暫時人類未了解其毒性。